# 黑澤爾伍德號驅逐艦 (DD-107)
黑澤爾伍德號驅逐艦（舷號DD-107）是一艘美國海軍建造的驅逐艦，為維克斯級驅逐艦的33號艦。她是美軍第一艘以黑澤爾伍德為名的軍艦，以紀念美國獨立戰爭時期的海軍軍官約翰·黑澤爾伍德（John Hazelwood）。
黑澤爾伍德號在1917年於聯合鋼鐵廠開始建造，在1918年下水，於1919年服役，其時第一次世界大戰已經結束。接著黑澤爾伍德號分別到地中海及太平洋執勤，在1922年退役封存。1925年至1930年間，黑澤爾伍德號曾於太平洋再次服役，最後於1930年除籍出售拆解。